# Akt Chodźki
Akt Chodźki – serwilistyczny w treści list, który został dostarczony do ambasady rosyjskiej w Paryżu przez slawistę i orientalistę polskiego, Aleksandra Chodźkę, datowany na 18 sierpnia 1844.

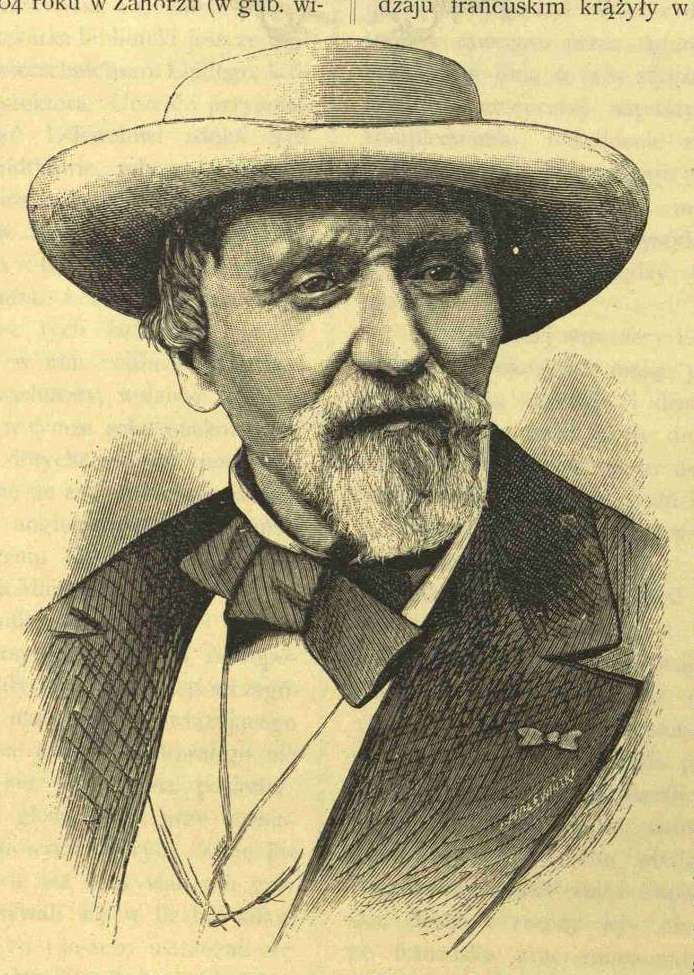
Aleksander Chodźko (autor listu)

Odpis listu został pozyskany przez Adama Mickiewicza, zredagowany i odczytany przezeń wraz z własnym komentarzem na zebraniu Koła Sprawy Bożej w Paryżu 21 (lub 29) listopada 1844. Inspiratorem treści listu (adresowanego do cara Mikołaja I) był filozof i mistyk, Andrzej Towiański. Zawartość pisma była kontrowersyjna, gdyż autor w imieniu kierownictwa Koła Sprawy Bożej wzywał rosyjskiego monarchę i jednocześnie zaborcę Polski pod sztandar bożej sprawy. Zapewniał cara o „sympatii bratniej” oraz „szczerej miłości” Polaków „dla braci swych Rosjan”. Kierownictwo Koła wyrażało gotowość poddania się woli monarchy, którego uważało za najważniejsze „narzędzie Boże na ziemi”. Podczas odczytywania pisma przez Mickiewicza część publiczności uległa konsternacji i wyraziła swój protest. Akt Chodźki był m.in. głównym powodem odejścia z Koła Juliusza Słowackiego i pułkownika Mikołaja Kamieńskiego, który ogłosił otwarty list protestacyjny w tej sprawie. Ton listu wyzwolił krytykę wobec Towiańczyków i samego Towiańskiego za postawę rusofilską oraz głoszenie tez panslawistycznych, jak również posądzenia o zdradę idei narodowych, a w skrajnych przejawach o szpiegostwo na rzecz Imperium Rosyjskiego. Przyczynił się do rozłamu w Kole.